# Тото совершает поездку по Италии
«Тото совершает поездку по Италии» (итал. Totò al giro d'Italia) — итальянский фильм 1948 года режиссёра Марио Маттоли, посвящённый итальянской велогонке Джиро д’Италия. Это первый фильм, где имя Тото также появляется в названии.

## Сюжет
Профессор Казамандреи, учитель в средней школе Брешии, участвует в качестве члена жюри на конкурсе красоты, где влюбляется в Дориану, они тоже под присягой (?), и признается ей в любви. Она, при виде смешного профессора, дразнит его и говорит, что готова выйти за него замуж только после того, как он выиграет Джиро д’Италия. Профессор, не в состоянии ездить на велосипеде, но безумно влюблённый, готов на всё, чтобы выиграть гонку и завоевать сердце Дорианы, до тех пор, пока о его желание продать даже "душу дьяволу" не узнаёт истинного дьявола, Филиппо Космедин, который предлагает ему контракт.
Неизвестный профессор, подписав договор, начинает легко выиграть все этапы, к удивлению всех, и неудовольствию многих чемпионов, принимающих участие. Договор с дьяволом, однако, включает в себя не только победу в Джиро и долгую и счастливую жизнь вместе с Дорианой, о чём профессор мечтал: контракт, подписанный кровью предусматривает, что после окончания гонки дьявол немедленно возьмёт на душу жертвы иначе его ждёт немедленная смерть и проклятье.
Профессор, осознавая трагическую ситуацию, старается всячески не выиграть, даже с помощью  той же Дорианы - после рассказа о пакте с дьяволом, влюбляется в него -  её сестра Гиселлаa, новоизбранная Мисс Италия и их приятеля-журналиста Бруно, но с плохими результатами.
До последнего этапа гонки он прочно удерживает розовую майку. В день заключительного этапа Казамандреи, кажется, уже ничего не помешает выиграть и попасть в Ад, но, оказывается, провиденциальное вмешательство его матери, которая хитростью усыпляет Космедина и делает так, чтобы воспользоваться сверхъестественными способностями последнего, чтобы сбить своего сына, в нескольких метрах от финиша: женщины, вы знаете, и особенно матери, они знают больше дьявола. Всё заканчивается хорошо: профессор обручается с Дориной и Гиселла с Бруно, а Космедин раскаялся и получает шанс искупить свою вину работая в качестве прислуги в дом миссис Казамандреи. Остается неясным, кто Коппи или Бартали выиграл Джиро. Фильм заканчивается песней-пародией на розовую майку воздушного "Севильского Цирюльника" Россини с Тото, которыю поют поочередно баритоном и сопрано.

## В ролях
| Актёр              | Роль                                 |
| ------------------ | ------------------------------------ |
| Тото               | профессор Тото Казамандреи           |
| Гудитта Риссоне    | мать                                 |
| Иза Барцицца       | присяжная Дориана                    |
| Вальтер Кьяри      | журналист Бруно                      |
| Карло Нинки        | Данте Алигьери                       |
| Луиджи Катони      | Нерон                                |
| Марио Кастеллани   | тренер Ренато Стелла                 |
| Карло Микелуччи    | Филиппо , дьявол                     |
| Фульвия Франко     | Мисс Италия Гиселла и сестра Дорианы |
| Альда Манджини     | официантка Гервасия                  |
| Угетто Бертуччи    | механик                              |
| Марио Рива         | комментатор                          |
| Виничио София      | повар                                |
| Луиджи Павезе      | официант                             |
| Эдуардо Пассарелли | уполномоченный                       |
| Лорис Джиззи       | мэр                                  |
| Анджело Пеллегрино | прохожий на велосипеде               |
| Мирелла Галло      |                                      |
| Тото Миньоне       |                                      |
| Фаусто Коппи       | камео                                |
| Джино Бартали      | камео                                |
| Фьоренцо Маньи     | камео                                |
| Ферди Кюблер       | камео                                |
| Джордано Коттур    | камео                                |
| Джани Ортелли      | камео                                |
| Оресте Конте       | камео                                |
| Адольфо Консолини  | камео                                |
| Луисон Бобе        | камео                                |
| Альбери Скотт      | камео                                |
| Амос Маттеуччи     | камео                                |
| Жан-Пьер Виммиль   | камео                                |
| Улиссе Лоренцетти  | камео                                |
| Джакомо Ди Седни   | камео                                |
| Амедо Диена        | камео                                |
| Альдо Сполди       | камео                                |
| Джузеппе Този      | камео                                |
| Камилло Ачилли     | камео                                |
| Тацио Нуволари     | камео                                |

## Интересные факты
- В фильме снялись многие известные велосипедисты того времени в качестве самих себя: Фаусто Коппи, Джино Бартали, Джанкарло Аструа, Луисон Бобе, Ферди Кюблер, Фьоренцо Маньи, а также чемпион Мира Алберик Схотте.
- Это один из немногих фильмов Тото, снятый  преимущественно вне помещения, а также в различных областях Италии: Стреза, Болонья и Милан.
- Автогонщик Тацио Нуволари также отметился небольшим камео в фильме, как и известные представители других видов спорта.
- Фульвия Франко, сыгравшая в фильме Мисс Италии, победила в 1948 на данном конкурсе.
- Луиджи Катони играет императора Нерона, а Карло Нинки - Данте, которые зачитывают титры и смотрят на происходящее в фильме из обсерватории.